# Ummersberg
Ummersberg ist eine Einöde des oberfränkischen Marktes Ebensfeld im Landkreis Lichtenfels.

## Geographie
Der Gutshof liegt umgeben von alten Baumbeständen rund fünf Kilometer 4 km westlich von Ebensfeld auf einem Höhenzug zwischen den Maintal und dem Itzgrund. Sie gehört zum Banzgau, einem lang gezogenen Dreieck zwischen der Itz und dem Main, südlich von Kloster Banz. Die Kreisstraße LIF 25 zwischen Birkach und Busendorf führt nördlich an dem Ort vorbei.

## Geschichte
Ummersberg wurde erstmals im 9. Jahrhundert als „Vmannenberc“ im Besitz von Fuldaer Dienstleuten in einer um 1160 entstandenen Kopie des Banzer Reichsurbars erwähnt. Um 1093 schenkte der Bamberger Bischof Rupert die Siedlung „Ummanesberch“ dem Kloster Michelsberg. 1468 gehörte sie zum Grundbesitz des Bamberger Domkapitels. 1496 hatte Jakob von Füllbach zu Gleusdorf unter anderem seinen Teil am Gehölz zu „Umersberg“ vom Würzburger Bischof zu Lehen genommen. Nach dem Aussterben der Herren von Fulbach Ende des 16. Jahrhunderts fiel das Lehen an Würzburger Bischof zurück. 1613 belehnt der Würzburger Bischof Julius die Herren von Lichtenstein mit einem Hof und einer Selde zu „Vmersberg bei Cleußdorff“ gelegen. Ummersberg war bis ins 19. Jahrhundert im Besitz der Freiherren von Lichtenstein zu Lahm und kam anschließend in bürgerlichen Besitz. Dem Hofnamen liegt der gleichnamige Berg zugrunde.
1801 wurde Ummersberg als ritterschaftlicher, in dem Bezirk des Amtes Döringstadt gelegener Ort beschrieben, wo das Banzische Schloss Cleusdorf eine Waldung und einige Aecker besitzt.
1862 wurde Ummersberg als Ort der Landgemeinde Messenfeld in das neu geschaffene bayerische Bezirksamt Staffelstein eingegliedert. Die Landgemeinde gehörte zum Landgericht Staffelstein. Im Jahr 1871 hatte der Ummersberg sieben Einwohner und sieben Gebäude. Die katholische Kirche befand sich im 3,2 Kilometer entfernten Döringstadt, die katholische Schule im ein Kilometer entfernten Birkach. 1872 ließ sich der Arzt August Swaine auf dem Hof das schlossähnliche Wohnhaus errichten und einen Park anlegen.
1900 umfassten die Orte der Landgemeinde Messenfeld eine Fläche von 350,23 Hektar, 138 Einwohner, von denen 136 katholisch waren, und 25 Wohngebäude. Acht Personen lebten in Ummersberg in zwei Wohngebäuden und 1925 19 Personen in einem Wohngebäude. Die zuständige evangelische Pfarrei war im fünf Kilometer entfernten Lahm. 1950 hatte Ummersberg 25 Einwohner und drei Wohngebäude. Im Jahr 1970 zählte die Einöde sechs, 1987 insgesamt acht Einwohner sowie ein Wohnhaus mit einer Wohnung.
Am 1. Juli 1972 wurde der Landkreis Staffelstein aufgelöst. Ummersberg wurde mit Messenfeld in den Landkreis Lichtenfels eingegliedert und Ebensfeld als Gemeindeteil zugeschlagen.